# گودریدز
گودریدز (به انگلیسی: Goodreads) یک شبکه اجتماعی کتاب و زیرمجموعه آمازون است، که کاربران در آن کتاب‌هایی را که خوانده‌اند پیدا می‌کنند، به کتاب‌ها امتیاز می‌دهند و کتاب‌های محبوب خود را به دوستان خود توصیه می‌کنند.
وبگاه گودریدز در دسامبر ۲۰۰۶ توسط اوتیس چندلر، یک مهندس نرم‌افزار و کارآفرین وب باز شد و در دسامبر ۲۰۰۷ بیش از ۶۵۰٬۰۰۰ عضو داشت و بیش از ۱۰٬۰۰۰٬۰۰۰ کتاب به آن افزوده شده بود. در ژوئیه ۲۰۱۲ اعلام شد که گودریدز ۱۰ میلیون عضو و ۲۰ میلیون بازدید ماهانه دارد. در ژوئیه ۲۰۱۳ در وبلاگ خود اعلام کردند که تعداد اعضای گودریدز از مرز ۲۰ میلیون نفر گذشته‌است. این رقم نشان‌دهندهٔ این است که تعداد اعضای گودریدز در کمتر از یک سال دو برابر شده‌است.

## تاریخچه

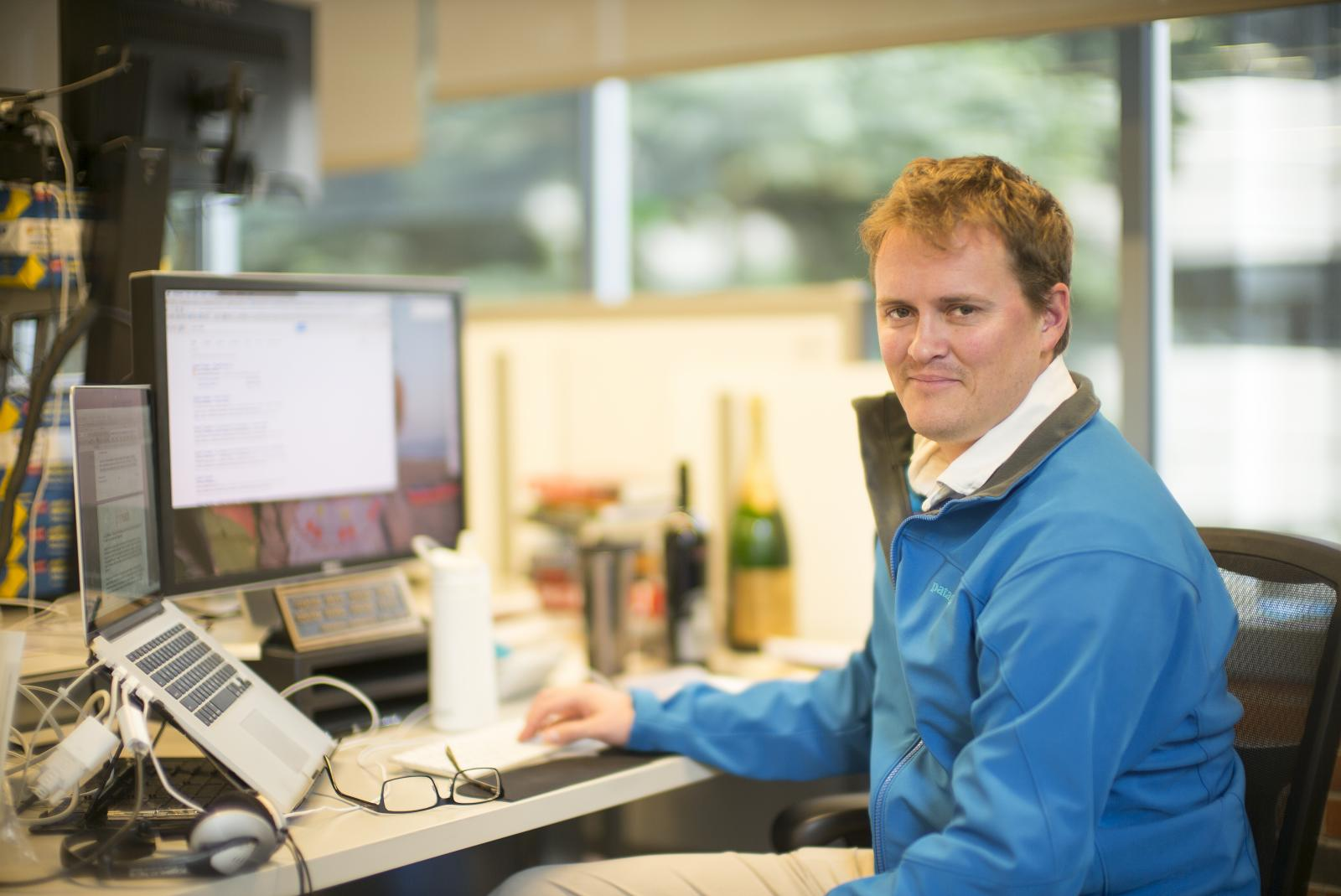
اوتیس چندلر

چندلرها در سال ۲۰۰۶ وبگاه گودریدز را ایجاد کردند. گودریدز رسالت خود را اینگونه تعریف کرد: «به افراد در یافتن و به اشتراک گذاشتن کتاب‌هایی که علاقه دارند کمک می‌کند و … فرایند مطالعه و یادگیری را در سرتاسر جهان بهبود می‌بخشد.»
در سال ۲۰۱۱ گودریدز از Discovereads استفاده کرد یک موتور توصیه‌گر که بر پایه الگوریتم‌های یادگیری ماشینی و با استفاده از کتاب‌هایی که افراد لایک کرده‌اند یا کتاب‌هایی که افراد با ذائقه مشابه خوانده‌اند، حدس می‌زند افراد ممکن است از چه کتابی خوششان بیاید.
در سال ۲۰۱۳ آمازون اعلام کرد که گودریدز را خریداری کرده‌است. این خبر با اعتراض مؤلفان و کاربران گودریدز مواجه شد.
در سال ۲۰۱۶ آمازون در وبگاه شلفاری دات کام اعلام کرد قصد دارد وبگاه شلفاری را با گودریدز ادغام کرده و شلفاری را ببندد. برای اینکه اعضای شلفاری را برای انتقال به گودریدز آماده کند یک بنر در بالای وبگاه با این مضمون قرار داد: «اعلامیه مهم: شلفاری در حال ادغام با گودریدز است. توضیحات بیشتر.»

## ویژگی‌ها

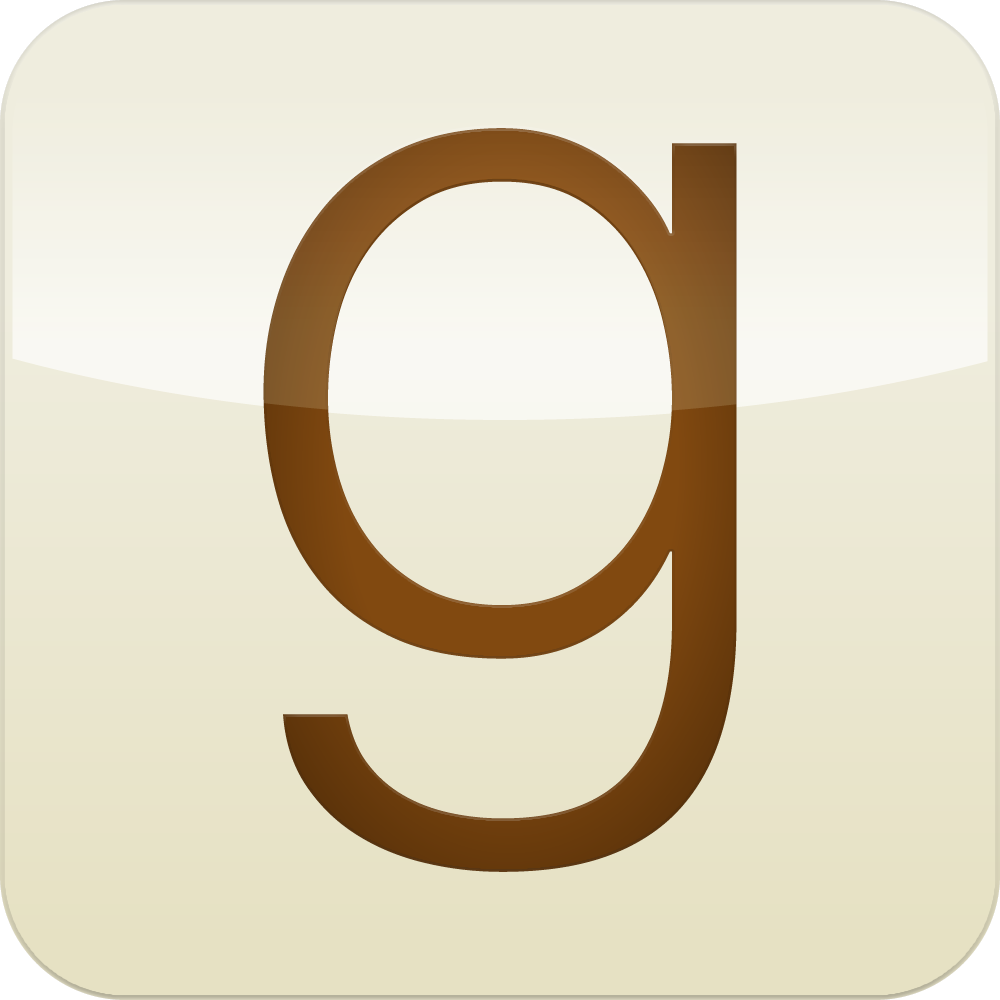
لوگوی گودریدز

در این شبکه اجتماعی کاربران به سه شکل می‌توانند وضعیت مطالعه کتاب را نشان دهند؛ یا کتاب را پیشتر خوانده‌اند، یا در حال مطالعه‌اند، یا اینکه قرار است بعداً کتاب را بخوانند. کاربران می‌توانند در مورد کتاب‌ها نظرشان را بنویسند و در کلوب‌های مجازی بحث کنند. برای هر کتاب امکان امتیازدهی اعضا هم وجود دارد و کسانی که کتاب را مطالعه کرده‌اند به کتاب امتیاز می‌دهند. همچنین این وبگاه به کاربرانش آزمون اطلاعات عمومی (quiz)، بحث‌های نامربوط (trivia)، گفتاورد، فهرست کتاب و مسابقه با جایزه ارائه می‌کند. اعضای این وبگاه می‌توانند در خبرنامه عضو شده و از جدیدترین کتاب‌ها، پیشنهادها، مصاحبه با نویسندگان، و شعرها مطلع شوند.
از ویژگی‌های این شبکه، امکان یافتن کتاب‌های قدیمی، کتاب‌های ناشران غیررسمی، یا کتاب‌هایی کمتر شناخته‌شده در کنار دیگر کتاب‌های مشهور به زبان‌های گوناگون است.
وبگاه گودریدز امکان برقراری ارتباط بین نویسندگان و خوانندگان را از طریق مصاحبه‌ها، مسابقات با جایزه، وبلاگ نویسندگان و اطلاعات پروفایل تسهیل می‌کند. همچنین یک بخش ویژه در گودریدز برای نویسندگان وجود دارد که به آن‌ها کمک می‌کند مخاطب خود را راحت‌تر بیابند.
به علاوه گودریدز حضور فعالی در شبکه‌های اجتماعی مختلف مثل فیسبوک، توئیتر وپین‌ترست دارد.

## جایزه برگزیده خوانندگان
جوایز برگزیده خوانندگان (Readers Choice Awards) یک برنامه جایزه سالانه است که از سال ۲۰۰۹ شروع شده‌است. کاربران می‌توانند کتاب‌های برگزیده خود را که در همان سال انتشار یافته باشد نامزد کنند. در دور نهایی رای‌گیری ۱۰ کتاب در ۲۰ رده به عنوان کتاب‌های برگزیده معرفی می‌شوند.
| رده                                                    | ۲۰۰۹                                                     | ۲۰۱۰                                            | ۲۰۱۱                                                  | ۲۰۱۲                                                                | ۲۰۱۳                                                   | ۲۰۱۴                                           | ۲۰۱۵                          |
| ------------------------------------------------------ | -------------------------------------------------------- | ----------------------------------------------- | ----------------------------------------------------- | ------------------------------------------------------------------- | ------------------------------------------------------ | ---------------------------------------------- | ----------------------------- |
| بهترین کتاب (تمام زمان‌ها)                              | اشتعال سوزان کالینز                                      | زاغ مقلد سوزان کالینز                           | سنت‌شکن (رمان) ورونیکا راف                             |                                                                     |                                                        |                                                |                               |
| بهترین داستان‌نویسی                                     | خدمتکاران (رمان) کاترین استاکت                           | اتاق (رمان) اما داناهیو                         | ۱کیو۸۴ هاروکی موراکامی                                | جای خالی تصادفی جی.کی. رولینگ                                       | و کوه‌های برگشته خالد حسینی                             | و کوه‌های برگشته رینبو راول                     | برو و دیده‌بانی بگمار هارپر لی |
| بهترین غیر داستانی                                     | کلمباین کاترین استاکت                                    | زندگی جاودانه هنریتا پایان می‌پذیرد، ربکا اسکلوت | یونانی‌ها باید زمین را به ارث می‌بردند الکساندرا رابینز | قدرت درونگراها در جهانی که نمی‌تواند جلوی حرف زدن را بگیرد سوزان کین | مغز درخودمانده: فکر کردن در طول طیف تمپل گراندین       | عشق مدرن: یک بررسی عزیز انصاری و اریک کلینن‌برگ |                               |
| بهترین داستان مرموزانه و هیجان انگیز                   | دختری که با آتش بازی کرد استیگ لارسن                     | دختری که به لانه زنبور لگد زد استیگ لارسن       | ژانت اوانوویچ                                         | دختر گم‌شده (رمان) گیلیان فلین                                       | دوزخ (رمان دن براون) دن براون                          | مستر مرسدس استیون کینگ                         | دختری در قطار پائولا هاوکینز  |
| بهترین داستان فانتزی                                   | مرده و از دنیا رفته (رمان) شارلین هریس                   | برج‌های نیمه‌شبی، رابرت جوردن                     | رقصی با اژدهایان جرج آر. آر. مارتین                   | برج سیاه: گذر نسیم از سوراخ کلید استیون کینگ                        | اقیانوس در انتهای مسیر نیل گیمن                        | کتاب زندگی دبورا هارکنس                        | اخطار ماشه نیل گیمن           |
| بهترین داستان علمی–تخیلی                               | لویاتان اسکات وسترفلد                                    | خوراک (رمان)، شانان مک گیر                      | ۱۱/۲۲/۶۳ استیون کینگ                                  | زمین دراز تری پرچت و استیون بکستر                                   | مادآدام مارگارت اتوود                                  | مریخی (رمان) اندی ویر                          | پسرطلایی پیرس برون            |
| بهترین عاشقانه                                         | یک اکو در استخوان دیانا گابالدون                         | معدن عشاق، جی آر وارد                           | عاشق باران جی آر وارد                                 | پنجاه طیف آزادی                                                     | عاشق در پایان جی آر وارد                               | نوشته شده در خون قلب من دیانا گابالدون         | اعتراف کالین هوور             |
| بهترین داستانی جوان بالغ                               | در طول مدت راندن (رمان) سارا دسن                         | پیش از آنکه گرفتار شوم، لورن الیویر             | جایی که او رفت، گیل فورمن                             | خطای ستارگان بخت ما جان گرین                                        | الینور و پارک رینبو روول                               | ما دروغگو بودیم ای لاکهارت                     | همه مکان‌های روشن جنیفر نیون   |
| بهترین رمان گرافیکی (و کمیک استریپ از سال ۲۰۱۱ به بعد) | بتمن: سرانجام چه بلایی بر سر جنگجوی شنلدار آمد؟ نیل گیمن | گرگ و میش (رمان مصور) استفانی میر               | آکادمی خون‌آشام ریشل مید                               | مرده متحرک (رمان) رابرت کرکمن                                       | مخلوقات زیبا کامی گارسیا، مارگارت استول و کاساندرا جین | متانت: برگ‌ها سوار بر باد زاک ودون              | ساگا (کتاب کمیک) برایان واگان |

## محدودیت‌ها در ایران
دسترسی کاربران ایرانی به گودریدز در مقاطع مختلف با محدودیت‌هایی از سوی هر دو طرف - دولت ایران و شرکت مادر گودریدز (آمازون)- مواجه شده است.

### فیلتر شدن در ایران
در بهمن ۱۳۸۸ (فوریه ۲۰۱۰)، ترافیک کاربران ایرانی در گودریدز به‌طور ناگهانی کاهش یافت. این اتفاق با فیلتر شدن جی‌میل در ایران هم‌زمان بود و از سوی مدیریت گودریدز به‌عنوان نشانه‌ای از فیلتر شدن سایت در ایران تعبیر شد. در آن زمان، این پلتفرم اعلام کرد که بیش از ۱۱۴٬۰۰۰ کاربر ایرانی عضو آن بودند و بیش از ۷۱۴٬۰۰۰ کتاب در قفسه‌های مجازی‌شان ثبت کرده بودند. گودریدز از نقش کاربران ایرانی در ایجاد بحث‌های ادبی و سیاسی تمجید کرد و فیلترینگ را اقدامی علیه آزادی بیان دانست.

### مسدودسازی حساب کاربران توسط گودریدز
در خرداد ۱۳۹۸ (ژوئن ۲۰۱۹)، هم‌زمان با بازگشت تحریم‌های یک‌جانبهٔ آمریکا علیه ایران، تعدادی از کاربران ایرانی اعلام کردند که حساب‌های کاربری‌شان در گودریدز مسدود شده است. در ایمیل‌هایی که از سوی گودریدز ارسال شد، دلیل این اقدام «تحریم‌های دولتی و مقررات کنترل صادرات» عنوان شده بود. 
نویسندگان، مترجمان و کاربران فرهنگی از جمله آرش عزیزی و باربد گلشیری، این اقدام را «تحریم فرهنگی» خوانده و آن را در تضاد با آزادی گردش اطلاعات دانستند. این انتقادات در شبکه‌های اجتماعی بازتاب گسترده‌ای داشت. نکتهٔ مورد توجه این است که گودریدز هیچ سرویس مالی‌ای ارائه نمی‌دهد و کاربران ایرانی صرفاً برای نقد و مدیریت مطالعات خود از آن استفاده می‌کردند.
این در حالی است که در سال ۲۰۱۰، گودریدز فیلتر شدن خود در ایران را محکوم کرده و شعار «Books make no harm» («کتاب‌ها آسیبی ندارند») را برجسته کرده بود.
در ابتدای تیر ۱۴۰۴ (۲۰۲۵) گودریدز در موج جدیدی اقدام به حذف حساب کاربران ایرانی بدون هشدار قبلی کرد. گودریدز برای برگرداندن حساب کاربران از آنها تقاضای گذرنامه، سند محل سکونت و مدارک شغلی کرد. کاربران ایرانی کارزاری برای مقابله با این اقدام شکل دادند.